# 云抗14号
云抗14号，是研发自中国云南省农业科学院茶叶研究所的一种茶叶品种、中国国家级良种。

## 介绍
云抗14号为无性繁殖系、乔木型、大叶类、中生种的茶树品种。1973年至1985年，云南省农业科学院茶叶研究所从勐海县南糯山群体中采用单株育种法育成，植株高大，叶片呈长椭圆形稍上斜状着生。在云南省西双版纳、普洱、临沧、保山等地有大面积栽培；之后在四川、广东、广西、湖南、福建等省有引种。1987年，全国农作物品种审定委员会认定云抗14号为国家品种（编号GS13051-1987）。适制红茶、绿茶、普洱茶；抗寒、抗旱及抗病虫性均较强。